# 阿提克·艾哈迈德
阿提克·艾哈迈德（1962年8月10日—2023年4月15日），印度黑帮头目及政治人物，曾代表社会党出任议会议员和进入北方邦立法会。艾哈迈德和家人一共负有160宗案件的指控，并曾在狱中参与竞选。截至2023年3月，北方邦警察局一共冻结了艾哈迈德及其家人名下价值1,168.4亿卢比 (1.81 十億)的财产。2019年，艾哈迈德被认定为杀害律师乌梅什·帕尔的主犯。在2023年4月15日被枪杀前，艾哈迈德已经入狱多年。

## 早年与个人生活
艾哈迈德出身贫穷，他的父亲通过在安拉阿巴德驾驶马车谋生。由于考试成绩不理想，艾哈迈德并未读完高中。他与妻子莎伊丝塔·帕尔文（Shaista Parveen）一共育有五个儿子。艾哈迈德的兄弟阿什拉夫也代表社会党参加过立法会。

## 从政经历

### 进入政坛
1989年，艾哈迈德以无党籍人士身份在西安拉阿巴德选区的立法会选举中赢得了一个席位，正式进入政界，此后他又在1991年和1993年的北方邦立法会选举中获得连任。1996年，艾哈迈德加入社会党，并又一次通过选举进入了议会。

### 人民院时期
1999年，艾哈迈德离开了社会党，并成为了我们的党（卡玛拉瓦蒂派）的党主席。2002年，艾哈迈德再次夺取到了西安拉阿巴德选区的一个席位。
2003年，艾哈迈德重新加入了社会党，并在次年当选为人民院普尔布尔选区议员，同时安拉阿巴德立法会的席位则随之丢失。
2007年，艾哈迈德因庇护一名在伊斯蘭學校实施强奸的男子而被社会党开除
2009年，艾哈迈德因尚未被定下任何罪名而有资格参加议会选举，不过除了遭到社会党开除以外，大眾社會黨主席瑪雅瓦蒂（Mayawati）也拒绝让艾哈迈德代表该党参选。艾哈迈德后来代表我们的党参加了普拉塔普加尔城选区的选举，但未能选上。

### 狱中参选
2012年，艾哈迈德自狱中提交了代表我们的党参选北方邦立法会西安拉阿巴德选区竞选的提名人申请。其后艾哈迈德向安拉阿巴德高级法院申请保释，但负责此案的其中十名法官都先后借故拒绝审理。对此，《经济时报》和《印度时报》认为这些法官拒绝的原因是出于艾哈迈德的“恐怖”。在第十一名法官的处理下，艾哈迈德最终于选举前得到释放，不过他最终败给了拉朱·帕尔的遗孀普佳。
2014年，艾哈迈德重新加入社会党，并代表该党参加了舍卫城选区的选举。在提交申请时，艾哈迈德宣称自己身上没有任何罪案</ref>。艾哈迈德在这次选举中拿到了四分之一的选票，但与来自印度人民党的Daddan Mishra相比仍有85,000多票的差距。
2019年，艾哈迈德以无党籍人士的身份参加了瓦拉纳西选区的选举，最终得到833票，败给了对手纳伦德拉·莫迪。

## 选举经历
艾哈迈德一共有5次当选立法会成员，一次当选人民院议员。
| 序号 | 起始年份 | 终止年份 | 职位                                 | 所属党派                 |
| ---- | -------- | -------- | ------------------------------------ | ------------------------ |
| 1.   | 1989年   | 1991年   | 立法会西安拉哈巴德选区成员（第一次） | 无党籍                   |
| 2.   | 1991年   | 1993年   | 立法会西安拉哈巴德选区成员（第二次） | 无党籍                   |
| 3.   | 1993年   | 1996年   | 立法会西安拉哈巴德选区成员（第三次） | 无党籍                   |
| 4.   | 1996年   | 2002年   | 立法会西安拉哈巴德选区成员（第四次） | 社会党                   |
| 5.   | 2002年   | 2004年   | 立法会西安拉哈巴德选区成员（第五次） | 我们的党（卡玛拉瓦蒂派） |
| 6.   | 2004年   | 2009年   | 北方邦立法会普尔布尔选区议员         | 社会党                   |

## 所涉罪案
艾哈迈德最初的罪行主要是从火车上偷取煤炭售卖，后来开始发展为通过威胁承包商来夺取政府在废弃铁轨金属上的投标。艾哈迈德的第一个犯罪记录出现于1979年，当时他被控与普拉亚格拉吉的一起谋杀案有关。除此之外，他也是第一个被根据北方邦的《Goonda法案》（Goonda意为流氓、暴徒）登记在案的人。
艾哈迈德在开始从事犯罪活动时与安拉阿巴德的一个犯罪组织具有紧密联系。1990年，艾哈迈德在其最大的竞争对手被警方击毙之后变得非常强大，据警方记录显示，他手下的黑帮团队拥有超过140名成员。他在当地拥有较大的影响力，时任北方邦的首席部长曾表示艾哈迈德为当地做过一些贡献，经常散发钱财给穷困人群，不过后来他被曝出经常实施敲诈勒索、劫持及谋杀，但大部分受害者都出于恐惧而不敢揭发。

### 拉朱·帕尔谋杀案
2004年，艾哈迈德为加入普尔布尔选区议会而辞去了他在西安拉哈巴德立法会的职位，原职位则由他的弟弟阿什拉夫和来自大众社会党的拉朱·帕尔进行竞争，并且最终由帕尔取得胜利。但帕尔于2005年突然遭到枪杀，议员的位置随即由阿什拉夫填补。
起初，艾哈迈德因被认为是帕尔谋杀案的主犯而被逮捕，不过后来得到了保释。并且即使身处监狱，艾哈迈德也依然能够掌控他所领导的黑帮团队。不过后来瑪雅瓦蒂在就任北方邦的首席部长后持续向艾哈迈德施压，艾哈迈德最终选择了投案，并于2008年被捕。

### 萨姆·希金博特姆农业、技术与科学研究所职员被攻击案
2016年12月14日，多名来自萨姆·希金博特姆农业、技术与科学研究所（Sam Higginbottom University of Agriculture, Technology and Sciences，SHUATS）的教师和职员遭到了艾哈迈德和其同伙的袭击，原因是这些教师因抓到两名学生作弊后将它们赶出了考场。艾哈迈德殴打该研究所工作人员的视频当时在网上广为流传，事后艾哈迈德表示那两名学生受到了冤枉。警方于事发后第二天将艾哈迈德逮捕。2017年2月10日，安拉哈巴德高级法院对艾哈迈德过往的犯罪记录进行了追溯，并下令高级警司逮捕该案中的所有被告人。2月11日，艾哈迈德再次被捕，并被还押14天以候审理。3月7日，艾哈迈德的妻子莎伊丝塔·帕尔文向一个地区法院起诉称他们两个未成年的儿子被警方带走后失踪，警方回应称两个孩子已被送至青少年拘留所，但其后帕尔文表示她并未能在指定地点找到两个孩子。

### 乌梅什·帕尔谋杀案
2009年，拉朱·帕尔谋杀案的一名关键目击者乌梅什·帕尔（Umesh Pal）遭到劫持，艾哈迈德被认为是这起事件的主犯。2023年2月24日，乌梅什在一次枪械和炸弹袭击事件中遭到枪杀，艾哈迈德再次被认定为主犯，他的弟弟阿什拉夫和儿子阿萨德以及一名穆斯林同伙（其被控是炸弹制造者，且被拍到向乌梅什投掷炸弹，另外之前还曾参与过其他暴力袭击）被指定为从犯。2023年4月13日，阿萨德在詹西縣与特別任務部隊对峙过程中被击毙，不过一些人认为这场所谓“对峙”实际上是一场有计划的处决行动。当时在狱中的艾哈迈德曾向法院申请参加儿子的葬礼，但未获批准。
2019年6月，被关押在普拉亚格拉吉中央监狱的艾哈迈德因为涉嫌在狱中指挥属下骚扰和劫持一名商人而被转交到了安全管理等级更高的薩巴爾馬蒂监狱。后来艾哈迈德又被送回普拉亚格拉吉，押送车队在进入北方邦时一度造成交通拥堵。2023年4月，艾哈迈德在接受媒体采访时表示自己对拉朱·帕尔的谋杀案并不知情，批评警方曾计划在押送途中杀掉自己，并感谢媒体“是你们保护了我的安全”。

## 遇刺
2023年4月15日，艾哈迈德和弟弟阿什拉夫在被安拉阿巴德警方护送前往体检的途中，当跟随的媒体询问艾哈迈德为何没有出席他儿子的葬礼时，艾哈迈德答道：“他们没让我去，所以没有。”随后在阿什拉夫刚刚准备说话时，镜头前突然出现一把手枪直接朝着艾哈迈德的头部连开数枪，阿什拉夫也被当场射杀，随后凶手又继续朝着已经倒下的两人补枪。事发当时，艾哈迈德兄弟二人身边有武警陪同，有一名警官在这次事件中被击伤手臂，另有一名记者在慌乱中摔伤。凶手共有三人，他们通过伪装成媒体人员而得以靠近艾哈迈德，行刺成功后，三人并未作出拒捕行动，而是立即投降并大喊印度教口号“羅摩勝利”。三人均已被查明身份并拘捕。《印度时报》援引来自北方邦警察局的一手报道称，凶手表示他们是想通过扫除艾哈迈德的黑帮来在印度历史上留名。一名来自最高法院的法官认为虽然当时艾哈迈德身边有五到十名保安，却依然未能阻止凶手的行动，表明他们之中存在同谋。